# Staatsuniversität Santa Catarina
Die Staatsuniversität Santa Catarina (Universidade do Estado de Santa Catarina, UDESC) ist eine Hochschule in Florianópolis (Brasilien). Träger ist das Bundesland Santa Catarina. Die Gründung erfolgte am 20. Mai 1965.
Das Studienangebot ist vielfältig und hat die Schwerpunkte Technik und Kunst.
Es gibt 6 Campus.